# Jerònima Muntanyola

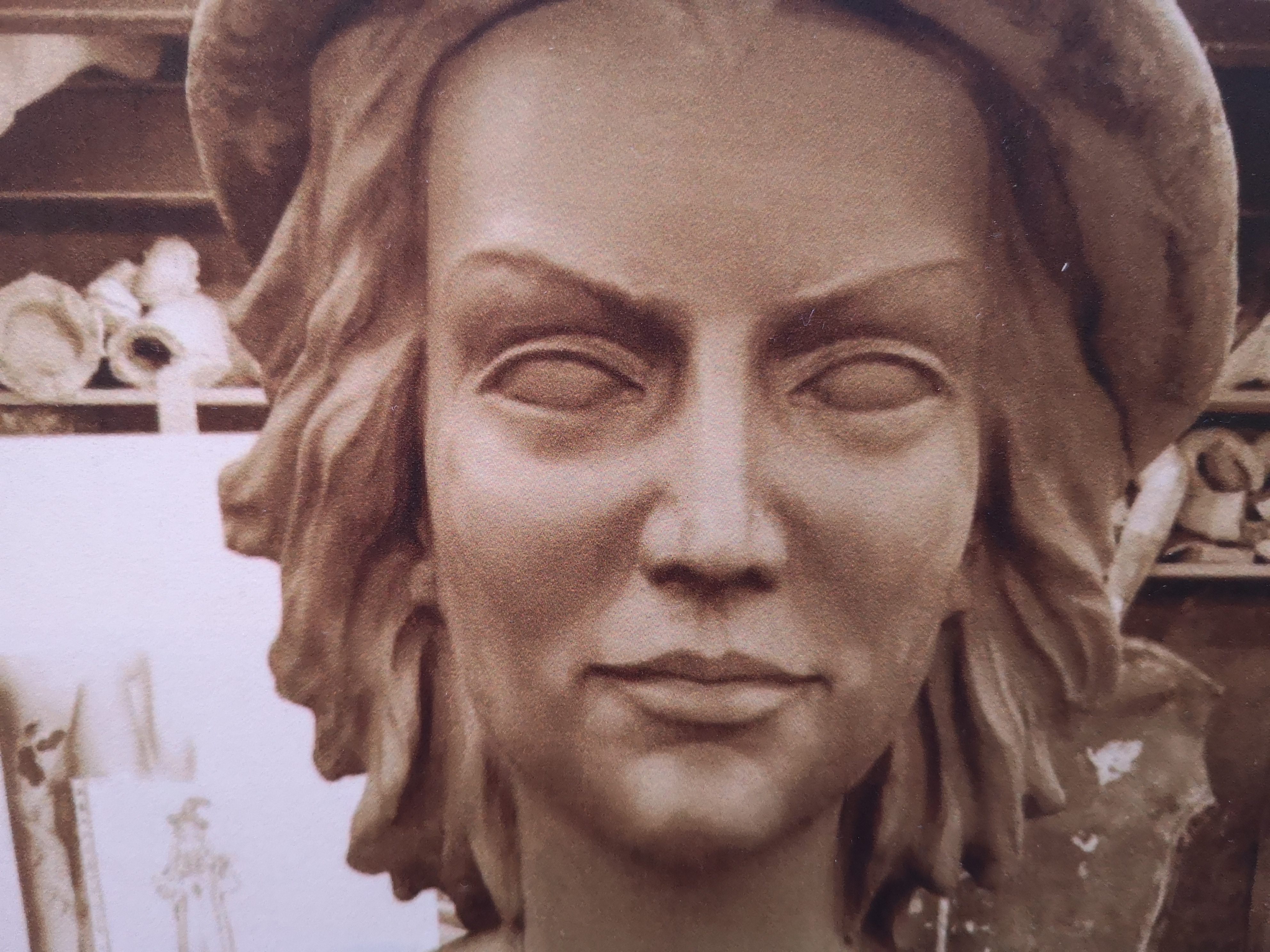
Geganta Joana la Negra

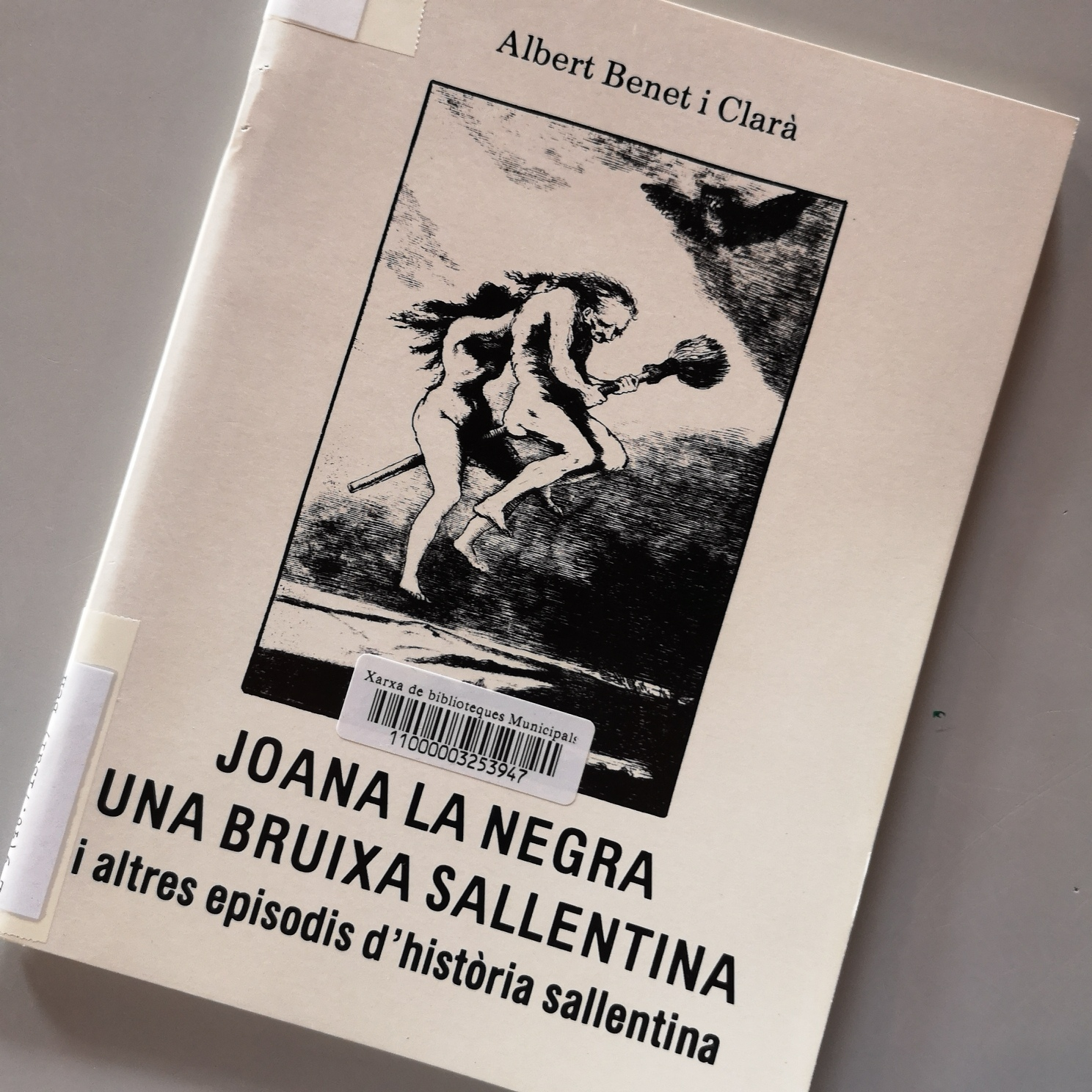
Llibre sobre Joana la Negra, d'Albert Benet i Clarà

Jerònima Muntanyola (Santa Eulàlia de Puig-oriol – Sallent, 1618), coneguda amb el sobrenom de Joana la Negra, fou una dona acusada de bruixeria. Va ser empresonada i jutjada a Sallent el 1618, on finalment fou condemnada a la forca i penjada. El processament és conegut per haver-se conservat la declaració de l'acusada, realitzada sota els efectes de la tortura.
La forma del nom varia segons les fonts ("Hierònima","Gerònima"), i també apareix anomenada amb el cognom dels marits ("Na Fumanya", "Jerònima Pons" i "Joana Pons"). El sobrenom de Joana la Negra, suposadament, li provenia del primer marit, anomenat Joanot, i de la pell morena de treballar de sol a sol.

## Biografia
Jerònima Muntanyola era filla de la parròquia de Santa Eulàlia de Puig-oriol, municipi de Lluçà. Tenia un germà, anomenat Montserrat Muntanyola (aleshores Montserrat era nom masculí), que heretà la casa, i dues germanes, Coll i Aliasa. Jerònima es va casar amb Joanot Fumanya, àlies Casanova, i visqué a la casa Puigcordellat, a Lluçà. La mare de Jerònima Muntanyola havia instruït a les tres filles en coneixements de curandera, que havia après de la seva madrastra. Sabem també que Jerònima exercia aquests coneixements el 1588, i que els va transmetre a Felipa Esperança Gallifa, també condemnada per bruixeria.
El 1580 (data aproximada) Jerònima Muntanyola va ser jutjada pel tribunal de la Baronia de Lluçà i condemnada al desterrament. Tenia entre quaranta i cinquanta anys quan va haver de marxar vídua cap a Sallent. Allà es va casar amb Joan Pons, jornaler. I hi va conèixer les sallentines Bruneta la Pot i Santinyana la Vella, també tingudes per bruixes. A Sallent, Jerònima es dedicava a escutiar peces de roba.
El 1618, vídua novament, Jerònima va ser acusada de bruixeria, detinguda i empresonada. El judici es va realitzar a Sallent el 30 d'octubre de 1618, amb un tribunal civil de la Senyoria del bisbe de Vic. El tribunal va ser constituït pel noble Miquel de Clariana i Serra, "Procurador General de les Baronies de la Mitra de Vic". Se l'acusava de provocar i guarir golls a persones concretes, matar bestiar del veïnat, assassinar dues nenes emmetzinant-les, provocar pedregades i tenir tractes amb el diable. Després de la tortura, per evitar més turments, va accedir a declarar els suposats crims de què se l'acusava, justificant-los com a venjances personals. Va explicar que havia estat iniciada en “l'art de la bruixeria” de la mà d'una veïna de Lluçà, na Elias, va a narrar trobades amb el dimoni a la Gola de les Heures (riera de Merlès), i va reconèixer l'ús de metzines i d'ungüents amb propietats al·lucinògenes.Va ser condemnada a la forca i penjada.

## La cacera de bruixes
Joana la Negra va ser una de les moltes dones acusades de bruixeria al primer quart del segle xvii, concretament entre 1618 i 1622, moment de màxima efervescència de la persecució. La delicada situació econòmica i social per la qual passava Catalunya necessitava un boc expiatori que expliqués la sequera, els aiguats descontrolats -com el que s'esdevingué el 1917, conegut com l'any del diluvi-, les collites desastroses o les malalties encomanadisses. El col·lectiu sobre el qual va recaure la culpabilitat va ser el de dones grans marginades, generalment vídues, fetilleres o remeieres, i amb algun defecte físic. La cacera de bruixes va amainar el 1622, quan la Inquisició, les autoritats reials i la Reial Audiència van intervenir per aturar aquesta bogeria col·lectiva.

## Cultura popular
L'entitat Adona’t de Sallent va fer construir una geganta popular per retre homenatge a totes les dones que durant el segle xvii van ser acusades de bruixeria i portades a la forca injustament. La geganta Joana La Negra va ser presentada el 10 de novembre de 2018.
Joana la Negra té un carreró a Sallent amb aquest nom.